# Tevž (priimek)
Tevž je priimek več znanih Slovencev:
- Anton Tevž (1894—1971), organist in cerkveni skladatelj